# جيف آدامز
جيف آدامز هو منافس ألعاب قوى كندي، ولد في 15 نوفمبر 1970.

## روابط خارجية
- جيف آدامز على موقع اللجنة الأولمبية الدولية (الإنجليزية)
- جيف آدامز على موقع Paralympic.org (الإنجليزية)
- جيف آدامز على موقع IPC.InfostradaSports.com (مؤرشف) (الإنجليزية)
- جيف آدامز على موقع أوليمبيديا (الإنجليزية)
- جيف آدامز على موقع قاعة كندا للمشاهير الرياضية (الإنجليزية)